# Knästorp
Knästorp är kyrkbyn i Knästorps socken i Staffanstorps kommun, Skåne län.
Knästorp ligger öster om länsväg 108 mellan Lund och Staffanstorp. I orten finns Knästorps kyrka, Sliparebackens Finsnickeri samt Lunds persiennfabrik. Knästorp har haft en skola.
På 108:an finns en busshållplats namngiven Knästorp väg 108. Här passerar Skånetrafikens linje 102 och 165. Resande från hållplatsen kan åka till exempelvis Staffanstorp, Lund, Klågerup och Svedala.